# Thouinidium
Thouinidium es un género de plantas de la familia de las Sapindaceae con 3 especies aceptadas.
- Thouinidium decandrum
- Thouinidium insigne
- Thouinidium oblongum